# Deux ou trois choses que je sais d'elle
Deux ou trois choses que je sais d'elle is een experimentele Franse dramafilm uit 1967 onder regie van Jean-Luc Godard.

## Verhaal
In de jaren 60 is er oorlog in Vietnam en bereikt de Koude Oorlog een hoogtepunt. Intussen leiden Parijzenaars een almaar emotielozer leven. Op gezinnen met een laag inkomen wordt neergekeken. Prostitutie raakt steeds meer geaccepteerd. Er is evenwel niemand die al deze maatschappelijke problemen onder ogen schijnt te zien.

## Rolverdeling
| Acteur          | Personage        |
| --------------- | ---------------- |
| Marina Vlady    | Juliette Jeanson |
| Joseph Gehrard  | Monsieur Gérard  |
| Anny Duperey    | Marianne         |
| Roger Montsoret | Robert Jeanson   |
| Raoul Lévy      | John Bogus       |
| Jean Narboni    | Roger            |
| Jean-Luc Godard | Verteller        |